# Maja kominatoensis
Maja kominatoensis is een krabbensoort uit de familie van de Majidae. De wetenschappelijke naam van de soort is voor het eerst geldig gepubliceerd in 1936 door Kubo.